# Alyson Stonerová
Alyson Rae Stonerová (nepřechýleně Stoner; * 11. srpna 1993 Toledo, Ohio) je americká herečka, zpěvačka a tanečnice. Její nejznámější role jsou ve filmech Dvanáct do tuctu 1 a 2 (Sára Bakerová), Let's Dance a Let's Dance 3D (Camille Gage), Camp Rock a Camp Rock 2: Velký koncert (Caitlyn Geller), v seriálu Sladký život Zacka a Codyho (Max) a dabování v seriálu Phineas a Ferb (Isabella). Zahrála si také v několika videoklipech: Missy Elliott, Bow Wow, Eminem a Kumbia Kings.

## Dětství
Narodila se v Toledu. Její rodiče jsou LuAnne Hodges a Charlie Stoner. Tam studovala od tří let ve škole Maumee Valley Country Day School balet a step a v O'Connell's Dance Studio jazz dance. Od šesti let dělala také modelku ve studiu Margaret O'Brien. Získala titul nejlepší modelka roku v mezinárodní modelingové a talentové asociaci (International Modeling and Talent Association – IMTA).

## Kariéra

### Tanec
Poté se přestěhovala s rodiči do Los Angeles, kde několik let studovala Hip Hop s Wade Robsonem, Fatimou, Hi Hatou a dalšími. Krátce na to vyhrála konkurz do videoklipu Missy Elliott „Work It“, který vyhrál MTV Video Music Awards v kategogii nejlepší videoklip roku 2003. Následně se objevila i v dalších videoklipech „Gossip Folks a I'm Really Hot“, s Missy Elliott vystupovala i v různých pořadech, jako Jay Leno Show, American Music Awards, MTV’s Fashionably Loud Spring Break Concert v Miami a na koncertu v Seattlu. Další práci získala ve videoklipech Bow Wowa k písni „Take ya Home“, Eminema k písničce „Just Lose It“, Kumbia Kingse k písničce „No Tengo Dinero“, v bonusu na DVD Příběh žraloka a ve videoklipu k písničce „Dancin in the Moonlight“ k filmu Space Buddies, ve kterém si nejen zahrála, ale také ho nazpívala. V letech 2003–2006 vystupovala s taneční skupinou JammXKids. Učí Hip hop v Millennium Dance Complex. Také je taneční editor KEWL Magazine.

### Televize a film
Krátce po přestěhování do L.A. začala účinkovat v reklamách, např. pro firmy Mattel a McDonald’s. V letech 2002–2006 účinkovala v pořadu Disney Channel Mike's Super Short Show s Michael Alan Johnsonem. V letech 2003 a 2005 si zahrála roli Sáry Bakerové ve filmech Dvanáct do tuctu 1 a 2. Zahrála si také vedlejší role v několika seriálech – Sladký život Zacka a Codyho, I'm with Her, Drake & Josh, That's So Raven, Joey, Dr. House. V letech 2006 a 2010 si zahrála vedlejší roli ve filmu Let's Dance a Let's Dance 3D. První a zatím také jediná hlavní filmová role byla role ve filmu Alice Upside Down, kde se poprvé objevila ve všech scénách filmu. Pro film také nazpívala dvě písničky. V roce 2009 si zahrála v internetovém seriálu Ghost Town. V letech 2008 a 2010 si zahrála vedlejší roli ve filmech Camp Rock a Camp Rock 2: Velký koncert.

#### Dabing
V roce 2004 dabovala vedlejší roli ve filmu Garfield ve filmu, o rok později jednu epizodu seriálu Lilo a Stitch, v roce 2006 vedlejší roli Lilian Hale ve čtyřech epizodách seriálu W.I.T.C.H.. V letech 2005–2007 dabovala hlavní roli ve filmech Holly Hobbie a její přátelé: Narozeninová párty, Holly Hobbie a její přátelé – Vánoční přání, Holly Hobbie a její přátelé: Navždy přátelé a Holly Hobbie and Friends: Secret Adventures. Dabuje roli Isabelly v seriálu Disney Channelu Phineas a Ferb.

#### Sladký život Zacka a Codyho
V roce 2005 se objevila v úvodní epizodě seriálu Disney Channel Sladký život Zacka a Codyho, v následujících dvou letech se do seriálu vrátila ještě v pěti epizodách. Ztvárnila zde roli Max.
| Datum premiéry  | Řada | Díl | Anglický název        | Český název          |
| --------------- | ---- | --- | --------------------- | -------------------- |
| 18. března 2005 | 1.   | 1.  | Hotel Hangout         | Hotelový útulek      |
| 22. dubna 2005  | 1.   | 7.  | Footloser             | Taneční ztroskotanec |
| 20. května 2005 | 1.   | 9.  | Band in Boston        | Kapely z Bostonu     |
| 1. ledna 2006   | 1.   | 22. | Kisses and Basketball | Polibky a basketball |
| 21. března 2006 | 2.   | 7.  | Election              | Volby                |
| 7. ledna 2007   | 2.   | 30. | Club Twin             | Klub Mladých         |

#### Camp Rock
V roce 2008 vyhrála konkurz na vedlejší roli Caitlyn Geller ve filmu společnosti Disney Channel Original Movie Camp Rock. Zahrála si zde po boku Demi Lovato a The Jonas Brothers. Camp Rock se stal nejúspěšnějším filmem Disney Channel v roce 2008 a třetím nejúspěšnějším filmem Disney Channel Original Movie. Stoner zde hraje nejlepší kamarádku Mitchie (Demi Lovato). Na táboře je, protože chce být hudební producentkou a v několika scénách s notebookem skládá hudbu. V závěrečné scéně filmu představí Mitchie a ostatním hudební studio, které si udělala doma z garáže. Film měl premiéru 20. června 2008, 19. srpna vyšel na DVD a Blu-ray.
Pro velký úspěch se Disney rozhodl natočit pokračování a 3. září 2010 měl premiéru Camp Rock 2: Velký koncert. Film je oproti prvnímu dílu udělaný více jako muzikál a tak je zde i více místa pro tanec. Alyson vyučuje tanec na táboře a jako jedna z hlavních tanečnic se objeví ve třech písničkách – „Brand New Day“, „Can't Back Down“ a „It's On“.

### Hudba
První singl nahrála v roce 2005. Je to coververze písničky Baby It's You od Jo-Jo. Další nazpívala v roce 2008 pro filmy Alice Upside Down – „Lost & Found“ a „Free Spirit“, Camp Rock – „We Rock“ a „Our Time Is Here“; v roce 2009 pro film Space Buddies „Dancin' in the Moonlight“ a v roce 2010 pro film Camp Rock 2: Velký koncert – „It's On“, „Can't Back Down“ a „This is Our Song“. V roce 2010 nazpívala ještě další dva singly – „Flying Forward“ a „Make History“. Od roku 2008 také pravidelně nahrává písničky pro seriál Phineas a Ferb

## Filmografie

### Film
| Rok  | Název                                           | Role                    | Poznámka |
| ---- | ----------------------------------------------- | ----------------------- | --- |
| 2002 | Lilo & Stitch                                   | Victoria (hlas)         | |
| 2003 | Dvanáct do tuctu                                | Sára Bakerová           | Young Artist Awards v kategorii nejlepší mladé obsazení – film nominace – Young Artist Awards v kategorii nejlepší mladá herečka (10 let a méně) – film |
| 2004 | Garfield ve filmu                               | Krysátko (hlas)         | |
| 2005 | Holly Hobbie a její přátelé: Narozeninová párty | Holly Hobbie (hlas)     | |
| 2005 | Better Days                                     | Lindy                   | |
| 2005 | Dvanáct do tuctu 2                              | Sára Bakerová           | nominace – Young Artist Awards v kategorii nejlepší mladé obsazení – film                                                                               |
| 2006 | Let's Dance                                     | Camille Gage            | nominace – Young Artist Awards v kategorii nejlepší mladá herečka ve vedlejší roli – film                                                               |
| 2006 | Holly Hobbie a její přátelé – Vánoční přání     | Holly Hobbie (hlas)     | |
| 2007 | Holly Hobbie a její přátelé: Navždy přátelé     | Holly Hobbie (hlas)     | |
| 2007 | Holly Hobbie and Friends: Secret Adventures     | Holly Hobbie (hlas)     | |
| 2007 | Alice Upside Down                               | Alice McKinley          | |
| 2008 | Camp Rock                                       | Caitlyn Geller          | |
| 2010 | Kung Fu Magoo                                   | Lorelei Tan Gu (hlas)   | |
| 2010 | The Little Engine That Could                    | Little Engine           | |
| 2010 | Let's Dance 3D                                  | Camille Gage            | |
| 2010 | Camp Rock 2: Velký koncert                      | Caitlyn Geller          | |
| 2011 | The Little Engine That Could                    | Lokomotiva Tomáš (hlas) | |
| 2011 | Moderní Popelka: Byla jednou jedna píseň        | Tanečnice               | |
| 2013 | Štěňata v akci                                  | Jahůdka (hlas)          | |
| 2014 | Let's Dance All In                              | Camille Gage            | |
| 2015 | Hoovey                                          | Jen Elliott             | |
| 2015 | The A-List                                      | Lacey Parish            | |
| 2015 | Summer Forever                                  | Liv                     | |
| 2015 | Huevos: Little Rooster's Egg-cellent Adventure  | Hrachor vonný (hlas)    | |
| 2016 | Mr. Invincible                                  | Talullah                | |
| 2019 | LEGO DC: Batman – Family Matters                | Batgirl (hlas)          | |

### Televize
| Rok             | Název                               | Role                                         | Poznámka |
| --------------- | ----------------------------------- | -------------------------------------------- | --- |
| 2001–2007       | Mike's Super Short Show             | Sally                                        | hlavní role (1.–3. řada), vedlejší role (4.–6. řada) |
| 2004            | I'm with Her                        | Dylan Cassidy                                | díl: The Kid Stays in the Picture |
| 2004            | The Batman                          | Connie (hlas)                                | díl: The Man Who Would Be Bat |
| 2004            | Drake & Josh                        | Mellisa / Wendy                              | díl: Number One Fan |
| 2004–2006       | Lilo a Stitch                       | Victoria (hlas)                              | vedlejší role |
| 2005            | That's So Raven                     | Ally Parker                                  | díl: Goin' Hollywood |
| 2005–2007       | Sladký život Zacka a Codyho         | Max                                          | vedlejší role nominace – Young Artist Awards v kategorii nejlepší mladá herečka v hostující roli – TV seriál (komedie/drama) (2007) nominace – Young Artist Awards v kategorii nejlepší mladá herečka ve vedlejší roli – TV seriál (komedie/drama) (2008) |
| 2006            | Joey                                | Kaley                                        | díl: Joey and the Critic |
| 2006            | All Grown Up!                       | Lisa (hlas)                                  | díl: Rachel, Rachel |
| 2006            | W.I.T.C.H.                          | Lilian Hale (hlas)                           | vedlejší role |
| 2007–2015       | Phineas a Ferb                      | Isabella Garcia-Shapiro / Jenny Brown        | hlavní role (jako Isabella), vedlejší role (jako Jenny) |
| 2007            | Disney's Really Short Report        | Samu sebe                                    | díl: Bridge to Terabithia |
| 2008            | Jonas Brothers: Living the Dream    | Samu sebe                                    | díl: Hello Hollywood |
| 2008            | Camp Rock                           | Caitlyn Gellar                               | televizní film |
| 2010            | Camp Rock 2: Velký koncert          | Caitlyn Gellar                               | televizní film |
| 2010            | Dr. House                           | Della                                        | díl: Selfish |
| 2011            | Phineas a Ferb v paralelním vesmíru | Isabella Garcia-Shapiro / Isabella-2 (hlas)  | televizní film |
| 2011–2013, 2019 | Young Justice                       | Barbara Gordon / Bette Kane (hlas)           | 8 dílů(jako Barbara), díl: Homefront (jako Bette) |
| 2014            | Legenda Korry                       | Opal (hlas)                                  | vedlejší role |
| 2014            | Closer: Nové případy                | Bug                                          | díl: Jane Doe #38 |
| 2014            | Expecting Amish                     | Mary                                         | televizní film |
| 2015            | Sugarbabies                         | Katie Woods                                  | televizní film |
| 2016            | Hitting the Breaks                  | Gretchen McBride                             | díl: Home Alone on the Range |
| 2016–dosud      | Milo a Murphyho zákon               | Kris / Lydia/ Isabelle Garcia-Shapiro (hlas) | |
| 2017            | Voltron: Legendary Defender         | Florina (hlas)                               | díl: Depths |
| 2019            | Hlasiťákovi                         | Sam Sharp (hlas)                             | díl: Racing Hearts |

### Internet
| Rok       | Název      | Role        | Poznámka                      |
| --------- | ---------- | ----------- | ----------------------------- |
| 2008–2009 | Ghost Town | Tina Burton | 7 dílů                        |
| 2016      | Roomates   | Alyson      | díl: Five Guys and Five Girls |

### Videohrya
| Rok  | Název                                                      | Role                                                   | Poznámka |
| ---- | ---------------------------------------------------------- | ------------------------------------------------------ | -------- |
| 2007 | Kingdom Hearts: Chain of Memories                          | Kairi (hlas)                                           |          |
| 2009 | Kingdom Hearts 358/2 Days                                  | Xion(hlas)                                             |          |
| 2011 | Phineas a Ferb v paralelním vesmíru                        | Isabella Garcia-Shapiro / Isabella-2 / Recepční (hlas) |          |
| 2013 | Kingdom Hearts HD 1.5 Remix                                | Xion / Kairi(hlas)                                     |          |
| 2017 | Kingdom Hearts 0.2: Birth by Sleep – A Fragmentary Passage | Kairi (hlas)                                           |          |
| 2019 | Kingdom Hearts III                                         | Kairi/Xion (hlas)                                      |          |

## Diskografie

### EP
- Beat the System (2011)
- While You Were Sleeping (2016)

### Singly
| Rok  | Název                                | Poznámky                           |
| ---- | ------------------------------------ | ---------------------------------- |
| 2005 | „Baby It's You“                      | cover verse Jojo                   |
| 2008 | „Lost & Found“                       | Z filmu Alice Upside Down          |
| 2008 | „Free Spirit“                        | Z filmu Alice Upside Down          |
| 2008 | „We Rock“                            | Z filmu Camp Rock                  |
| 2008 | „Our Time Is Here“                   | Z filmu Camp Rock                  |
| 2008 | „Live To Party“                      | Jonas Brothers: Living the Dream   |
| 2009 | „Dancin' in the Moonlight“           | Z filmu Space Buddies              |
| 2009 | „Fly Away Home“                      | Z filmu Zvonilka a ztracený poklad |
| 2010 | „What I've Been Looking For“         | DisneyMania 7                      |
| 2010 | „Flying Forward“                     | Flying Forward                     |
| 2010 | „Make History“                       | Flying Forward                     |
| 2010 | „It's On“                            | Z filmu Camp Rock 2: Velký koncert |
| 2010 | „Can't Back Down“                    | Z filmu Camp Rock 2: Velký koncert |
| 2010 | „This is Our Song“                   | Z filmu Camp Rock 2: Velký koncert |
| 2013 | „Dragon (That's What You Wanted)     |                                    |
| 2014 | „WIthout You“ feat. Tyler Ward       |                                    |
| 2015 | „Pretty Girls“                       |                                    |
| 2015 | „Give Me Strenght“ feat. Brock Baker |                                    |
| 2016 | „Woman“                              |                                    |
| 2016 | „Back to Church“                     |                                    |
| 2016 | „The Boy Is Mine“                    |                                    |
| 2018 | „Someone to Call My Lover“           |                                    |
| 2018 | „When It's Right“                    |                                    |
| 2018 | „Who Do You Love“                    |                                    |
| 2018 | „Fool“                               |                                    |
| 2019 | „Stripped Bare“                      |                                    |

### Phineas a Ferb
| 2008 | S'Winter                              |
| 2008 | In The Mall                           |
| 2008 | The Ballad of Badbeard                |
| 2009 | The Fireside Girls                    |
| 2009 | Where Did We Go Wrong                 |
| 2009 | Danville is Very Nice                 |
| 2009 | Wedding Adventure                     |
| 2009 | Yellow Sidewalk                       |
| 2010 | City of Love                          |
| 2010 | Summer Belongs To You!                |
| 2010 | Let it Snow, Let it Snow, Let it Snow |
| 2010 | We Wish You a Merry Christmas         |
| 2010 | The 12 Days of Christmas              |
| 2010 | Whatcha Doin'?                        |